# Angelo De Angelis
Angelo De Angelis detto er Catena (Roma, 27 febbraio 1949 – Roma, 10 febbraio 1983) è stato un mafioso italiano, esponente dell'organizzazione mafiosa romana Banda della Magliana.

## Biografia
Entrò a far parte del nucleo della nascente Banda della Magliana con compiti di controllo dello spaccio delle sostanze stupefacenti nella zona di Tufello-Val Melaina e di tenere i contatti col fornitore di cocaina Manuel Fuentes Cancino, detto il cileno. Girava sempre armato con una pistola nascosta in una fondina sistemata alla caviglia, e un giorno, mentre guidava, partì accidentalmente un colpo che lo ferì a un piede.
Nel periodo della vendetta contro il clan Proietti per la morte di Franco Giuseppucci fu lui a occuparsi del rifornimento della cocaina.
Il pentito Maurizio Abbatino racconterà:
Il 10 febbraio 1983 De Angelis venne quindi attirato in un agguato nella villa di Vittorio Carnovale e assassinato da Abbatino e Toscano con due colpi di pistola, calibro 7.65 e 38, sparati al cuore e alla nuca. Fu poi ritrovato il 24 febbraio nel bagagliaio della sua Fiat Panda semicarbonizzata, vicino al ristorante Il Fico Vecchio di Grottaferrata.
Secondo quanto raccontato dai pentiti della Banda Maurizio Abbatino e Antonio Mancini, almeno dal 1976 e stando a quanto aveva raccontato lui stesso ai due compagni, De Angelis sarebbe stato membro di un gruppo massonico romano per il quale agiva e da cui riceveva protezione anche a livello processuale dato che fece poco carcere.